# لقوط المغراوي
لقوط بن يوسف بن علي المغراوي أمير مغراوي من بني يفرن حكم أغمات، التي كانت من أهم حواضر المغرب الإسلامي خلال القرن الثالث للهجرة، وقاعدة إدريسية مزدهرة. تزوج لقوط بزينب النفزاوية، التي اشتهرت بالجمال والرياسة، بعد انتصار بني يفرن على وريكة، التي كان يحكمها يوسف بن علي بن عبد الرحمن بن واطاس، زوج زينب الأول. بعد زحف المرابطين وحصارهم لأغمات وريكة، وكانت أغمات، عبارة عن مدينتان سهليتان إحداهما تسمى أغمات أيلان والأخرى أغمات وريكة. تمكن لقوط من الفرار إلى منطقة تادلا سنة 449هـ. قام المرابطون بغزو بلاد المصامدة بجبال درن سنة 450 هـ ثم أغاروا على بلاد تادلا التي اجتمع فيها ملوك بني يفرن في صف واحد فقتل معهم لقوط المغراوي على يد المرابطين.